# Karones
Pour les articles homonymes, voir Karone.
Les Karones (ou Karoninkas) sont un peuple d'Afrique de l'ouest apparenté aux Diolas. Ils vivent principalement en Casamance (Sénégal), sur la rive droite du fleuve Casamance et dans les îles de l'embouchure, mais aussi en Gambie.

## Population
Ils représentent environ 2 % de la population du Sénégal.

## Langue
Leur langue est le karone.